# 德語詞典

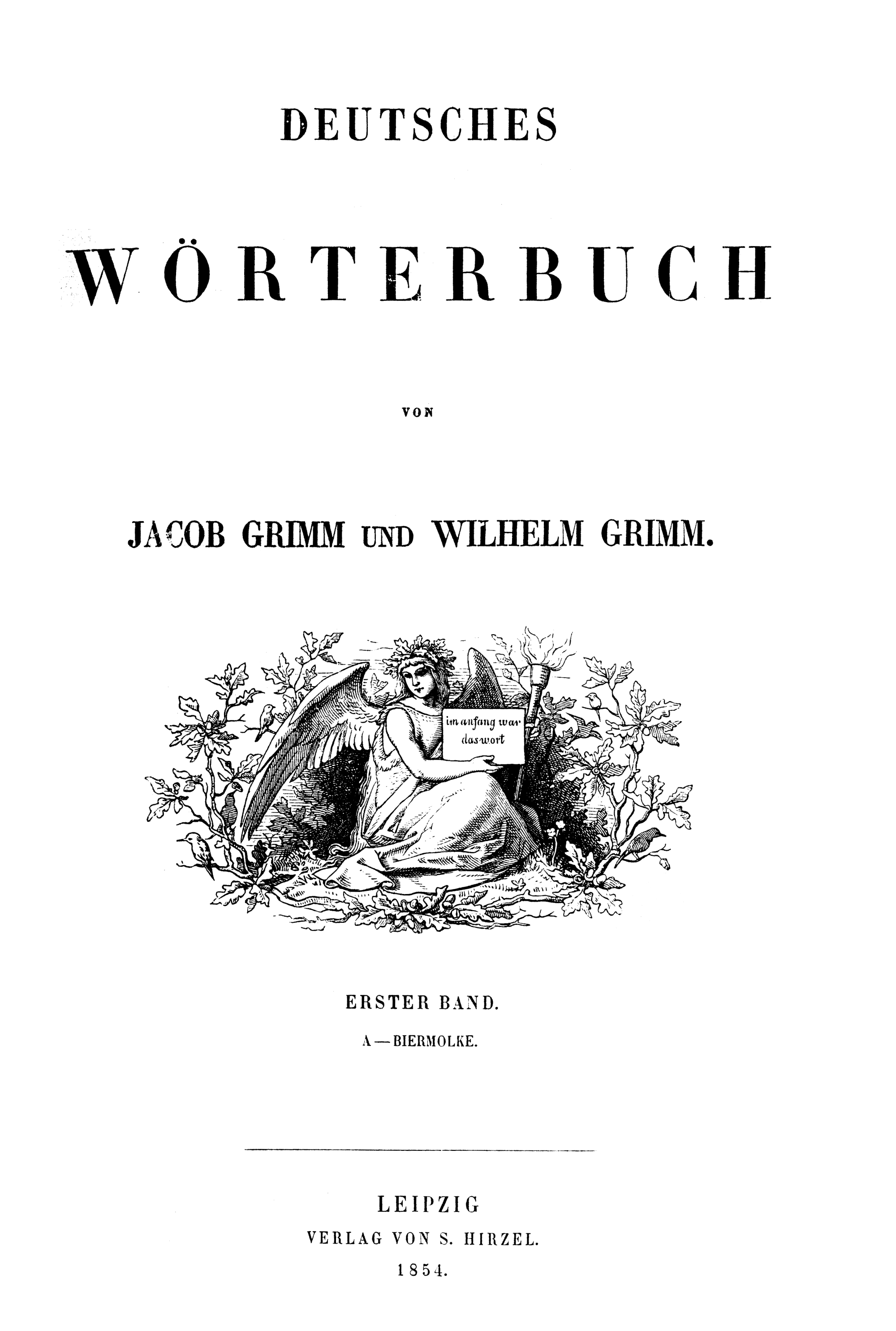
《德语词典》第一卷扉页

《德语词典》（德語：Deutsches Wörterbuch，DWB），是一本影響巨大的德語詞典，其對德語的意義就如同《牛津英語詞典》對英語的意義。该词典就单词的起源和各时期的不同用法等作了说明，同时还列举有摘自文献中的例句。
该词典最先由著名童话搜集家格林兄弟編纂。編纂工作始於1838年，最終完成於1961年。整本詞典共有32卷，收錄約350,000條詞條，并於1971年进行了一些对参考文献的增补。詞典第二版的编撰目前已经开始。
最初，格林兄弟希望用10年的时间编写出6至7卷的内容。但事实上，直到1854年第一卷才得以发布。威廉·格林於1859年逝世，雅各布於1864年逝世，当时正在編寫「Frucht」這一詞條。格林兄弟去世後，許多機構开始参与词典的繼續編寫工作，包括普鲁士科学院等。
词典第一版完成之前的1957年，第二版的出版计划被提出。最终，A到F部分在2016年完成。柏林-勃兰登堡科学和人文学院宣布不会对G到Z的部分进行修订。

## 外部連結
- 《Das Deutsche Wörterbuch》网上查阅 （页面存档备份，存于）